# Johnny Tillotson
Johnny Tillotson (ur. 20 kwietnia 1938 w Jacksonville, zm. 1 kwietnia 2025) – amerykański piosenkarz i autor tekstów.

## Dyskografia

### Albumy
| Rok  | Album                            | US  |
| ---- | -------------------------------- | --- |
| 1959 | This Is Johnny Tillotson         | —   |
| 1960 | Johnny Tillotson (EP)            | —   |
| 1962 | It Keeps Right On a-Hurtin'      | 8   |
| 1963 | You Can Never Stop Me Loving You | —   |
| 1964 | Talk Back Trembling Lips         | 48  |
| 1964 | The Tillotson Touch              | —   |
| 1964 | She Understands Me               | 148 |
| 1965 | That's My Style                  | —   |
| 1965 | Johnny Tillotson Sings           | —   |
| 1966 | No Love at All                   | —   |
| 1966 | The Christmas Touch              | —   |
| 1966 | Johnny Tillotson Sings Tillotson | —   |
| 1967 | Here I Am                        | —   |
| 1969 | Tears on My Pillow               | —   |
| 1970 | Johnny Tillotson                 | —   |
| 1977 | Johnny Tillotson                 | —   |